# 평창 상원사 목조문수동자좌상 복장유물
평창 상원사 목조문수동자좌상 복장유물(平昌 上院寺 木造文殊童子坐像 腹藏遺物)은 대한민국 강원특별자치도 평창군 오대산 상원사에 있는 목조문수동자상(국보 제221호)에서 1984년 7월 불상의 유래를 밝힐 수 있는 2개의 발원문(發願文)과 조선 전기의 복식, 전적류 등 23점의 복장유물이 발견된 유물이다. 1984년 10월 15일 대한민국의 보물 제793호로 지정되었다.

## 발원문
발원문은 불상을 만들게 된 이유와 만든 사람들에 대한 기록을 담고 있으며 후대에 보수한 기록도 적어 놓고 있다. 첫번째 발원문은 세조 12년(1466)에 세조의 둘째 딸인 의숙공주와 남편 정현조가 세조와 왕실의 안녕을 기원하고자 오대산 문수사에 여러 불·보살상을 만들어 모셨다는 내용을 담고 있다. 크기는 세로 31.5cm, 가로 24cm의 낱장으로 되었고, 푸른 비단에 붉은색으로 글씨를 썼다. 또다른 발원문은 1599년에 2구의 문수동자상과 16구의 나한상 등에 금칠을 새로 하고 고쳤다는 내용이다. 크기는 세로 34.6cm, 가로29.1cm의 낱장으로 되었고 역시 푸른 비단에 붉은색으로 글씨로 썼다.

## 전적류
전적류는 모두 13종으로 백지묵서제진언, 대방광불화엄경, 오대진언, 묘법연화경 5종, 원각경 2종, 육경합부 3종이 발견되었다.
백지묵서제진언은 불교의 가르침 66가지를 범어로 옮겨 적은 것으로, 두루마리 형태이며 크기는 세로 41.8cm, 가로 679.3cm이다.
대방광불화엄경은 화엄경 60권 가운데 권28에 해당하며 간행 시기는 12∼13세기로 추정된다. 닥종이에 찍은 목판본으로 병풍처럼 펼쳐서 볼 수 있는 형태이며, 접었을 때의 크기는 세로 31.6cm, 가로 12cm이다.
오대진언은 다섯가지의 다라니 진언(眞言:부처님의 깨달음을 말한 글)을 범어, 한글, 한자순으로 적고 있다. 성종의 모후인 인수대비의 명으로 당나라에서 원본을 구하여 한글로 음역하고, 성종 16년(1485)에 간행한 것이다. 글자를 하나하나 파서 고정된 틀에 끼우고 닥종이에 찍어낸 활자본으로 크기는 세로 27cm, 가로 16cm이다.
묘법연화경 권1-3, 4-7은 2권의 책으로 되었고, 크기는 세로 26.9cm, 가로 16.8cm이다. 작은 글자로 아주 정교하게 새겨 고려 정종 1년(1399)에 간행한 것으로 해린(海隣)이 1년에 걸쳐 새긴 것이며 인쇄 상태로 볼 때 판을 새기고 한참 후에 찍어낸 것으로 보인다. 묘법연화경 권1-7은 병풍처럼 펼쳐서 볼 수 있는 형태이며 모두 103장으로 되어 있는데, 접었을 때의 크기는 세로 24.1cm, 가로 8.5cm이다. 태종 4년(1404)에 간행된 목판본으로 표지는 검푸른 색이고 제목은 금색으로 쓰여있다. 묘법연화경 권6-7은 닥종이에 찍은 목판본으로 1권의 책으로 되어 있으며, 크기는 세로 35cm, 가로 25cm이다. 세조 때 간행된 을해자본으로 인쇄직후 불상에 넣은 듯 매우 깨끗이 보관되어 있다. 묘법연화경 권1-3은 닥종이에 찍은 목판본으로 1권의 책으로 되어있고 크기는 세로 27.6cm, 가로 16.6cm이다. 불상에 넣기 전에 읽으면서 달아놓은 토가 있는 것으로 보아 사용중에 복장유물로 넣은 것으로 보인다.
대방광원각수다라요의경은 세조 11년(1465)에 간행된 목판활자본으로 크기는 세로 27.7cm, 가로 18.5cm이다. 세조가 1465년에 원각사를 세우고 난 뒤 효령대군에게 명하여 교정한 원각경을 정란종(鄭蘭宗)이 쓴 것으로 을유자(乙酉字)로 찍은 것이다. 을유자본은 을유년에 만든 활자로 찍은 책을 말하며 그해의 간지를 따서 을유자라고 부르며, 이 책은 현재 전하는 을유자본 가운데 가장 깨끗한 책이다. 또다른 대방광원각수다라요의경은 권상·중·하 3권이 세로 25.1cm, 가로 16.5cm의 하나의 책으로 되어 있다. 이 책은 전에 강희안이 옮겨 적고 간행했던 간경도감판본을 명종 19년(1564)에 신흥사(臣興寺)에서 다시 새겨 찍어낸 것으로 그 새김이 매우 정교하다.
세로 29.3cm, 가로 17.3cm 크기의 육경합부는 1440년에 영제암에서 판각한 목판을 인수대비가 성종 3년(1472)에 대대적으로 찍어낸 것 가운데 하나이다. 화암사에서 성종 19년(1488)에 다시 새긴 다른 육경합부는 보존상태가 양호하며, 크기는 세로 26.6cm, 가로 15.7cm이다. 진안(鎭安) 중대사(中臺寺)에서 세조∼명종년간에 간행한 것으로 추정되는 또다른 육경합부는 크기가 세로 26.4cm, 가로 16.3cm인데 상원사 복장유물 중 보존상태가 가장 좋지 않다.

## 복식
당시 상류계층에서 입었을 것으로 보이는 명주 적삼 1점과 생명주 적삼 1점은 불상을 만드는데 도움을 준 사람들이 공덕을 쌓기 위해 다른 유물들과 같이 넣은 것으로 보인다. 황색 보자기는 불상에 들어갈 유물들을 싸는데 쓰였을 것으로 보인다. 이 밖에도 구슬 3개와 사리가 같이 발견되었다.

## 의의
위의 유물 중 발원문은 상원사문수동자상 및 여러 불·보살의 조성연대를 알 수 있는 귀중한 자료이고, 전적 중 제진언은 조선 전기 필사본으로는 유례가 드문 것이며, 그밖에 활자본과 목판본은 나름대로의 서지학적 특징을 갖고 있다. 또한 복식류는 조선 전기의 의류로 현재까지 원형을 고스란히 간직하고 있는 귀중한 자료이다.

## 같이 보기
- 평창 상원사 목조문수동자좌상 - 국보 제221호

## 참고 자료
- 평창 상원사 목조문수동자좌상 복장유물 - 국가유산청 국가유산포털